# Пенцково (Чарнковсько-Тшцянецький повіт)
Пенцково (пол. Pęckowo) — село в Польщі, у гміні Дравсько Чарнковсько-Тшцянецького повіту Великопольського воєводства.
Населення — 1030 осіб (2011).
У 1975-1998 роках село належало до Пільського воєводства.

## Демографія
Демографічна структура станом на 31 березня 2011 року:
|          | Загалом | Допрацездатний вік | Працездатний вік | Постпрацездатний вік |
| -------- | ------- | ------------------ | ---------------- | -------------------- |
| Чоловіки | 518     | 136                | 335              | 47                   |
| Жінки    | 512     | 116                | 277              | 119                  |
| Разом    | 1030    | 252                | 612              | 166                  |